# Żansaj Smagułow
Żansaj Żanatowicz Smagułow (ros. Жансай Жанатович Смагулов; ur. 26 września 1992) – kazachski judoka. Dwukrotny olimpijczyk. Zajął siedemnaste miejsce w Rio De Janeiro 2016 i dziewiąte w Tokio 2020. Walczył wadze półlekkiej i lekkiej.
Siódmy na mistrzostwach świata w 2018; uczestnik zawodów w 2014, 2017, 2019 i 2021. Startował w Pucharze Świata w 2013 i 2014. Drugi w drużynie na igrzyskach azjatyckich w 2018. Brązowy medalista mistrzostw Azji w 2017, a także w drużynie w 2016 roku.

## Letnie Igrzyska Olimpijskie 2016
| Konkurencja | Eliminacje              | Eliminacje       | Klas. końcowa |
| Konkurencja | Przeciwnik I            | Przeciwnik II    | Miejsce       |
| ----------- | ----------------------- | ---------------- | ------------- |
| 66 kg       | Jasper Lefevere (BEL) Z | An Ba-ul (KOR) P | 17.           |

## Letnie Igrzyska Olimpijskie 2020
| Konkurencja | Eliminacje                   | Eliminacje                | Klas. końcowa |
| Konkurencja | Przeciwnik I                 | Przeciwnik II             | Miejsce       |
| ----------- | ---------------------------- | ------------------------- | ------------- |
| 73 kg       | Ferdinand Karapetian (ARM) Z | Arthur Margelidon (CAN) P | 9.            |